# Elezioni legislative in Andorra del 2023
Le elezioni legislative in Andorra del 2023 si sono tenute il 2 aprile per il rinnovo del Consiglio generale.
Esse hanno visto, a grande margine, la riconferma dell’ “Alleanza di Governo” del Capo del governo uscente Xavier Espot Zamora che, guadagnando 3 seggi, giunge a 17 seggi ed all’incirca al 40% delle preferenze.

## Sistema elettorale
I consiglieri generali sono eletti, sulla base di un sistema misto basato su liste chiuse di partito:
Metà dei consiglieri generali (14), che rappresentano le sette parrocchie (due consiglieri per parrocchia), sono eletti dalla lista con il maggior numero di voti in ogni circoscrizione, mentre l’altra metà (14) in base a liste nazionali utilizzando il metodo del quoziente e dei più alti resti della rappresentanza proporzionale.
Le liste parrocchiali e la lista nazionale sono indipendenti l'una dall'altra, tanto che gli elettori esprimono due voti completamente separati (tanto che è ammesso il voto disgiunto). 
Tuttavia, una stessa persona non può apparire sia nella lista nazionale che in una lista parrocchiale.

## Risultati
| Alleanze                    | Liste                               | Circoscr. nazionale | Circoscr. nazionale | Circoscr. nazionale | Coll. uninominali | Coll. uninominali | Coll. uninominali | Totale seggi |
| Alleanze                    | Liste                               | Voti                | %                   | Seggi               | Voti              | %                 | Seggi             | Totale seggi |
| --------------------------- | ----------------------------------- | ------------------- | ------------------- | ------------------- | ----------------- | ----------------- | ----------------- | ------------ |
| Alleanza di Governo         | Democratici per Andorra (DA)        | 6 262               | 32,66               | 4                   | 7 835             | 43,63             | 10                | 14           |
| Alleanza di Governo         | Cittadini Coinvolti (CC)            | 6 262               | 32,66               | 1                   | 7 835             | 43,63             | 1                 | 2            |
| Alleanza di Governo         | Liberali d'Andorra (Ld’A)           | 893                 | 4,66                | —                   | 7 835             | 43,63             | —                 | —            |
| Alleanza di Governo         | Azione per Andorra (ACC!Ó)          | 805                 | 4,20                | —                   | 7 835             | 43,63             | 1                 | 1            |
| —                           | Concordia (C)                       | 4 109               | 21,43               | 3                   | 3 516             | 19,58             | 2                 | 5            |
| Alleanza di Centro-sinistra | Partito Socialdemocratico (PS)      | 4 036               | 21,05               | 3                   | 5 238             | 29,17             | —                 | 3            |
| Alleanza di Centro-sinistra | Social Democrazia e Progresso (SDP) | 4 036               | 21,05               | —                   | 5 238             | 29,17             | —                 | —            |
| —                           | Andorra Avanti (AE)                 | 3 067               | 16,00               | 3                   | 1 370             | 7,63              | —                 | 3            |
| Totale dei voti validi      | Totale dei voti validi              | 19 172              | 95,62               | 14                  | 17 959            | 89,62             | 14                | 28           |
| Schede nulle-rigettate      | Schede nulle-rigettate              | 341                 | 1,70                |                     | 557               | 2,78              |                   |              |
| Schede bianche              | Schede bianche                      | 537                 | 2,68                |                     | 1 527             | 7,62              |                   |              |
| Totale dei voti             | Totale dei voti                     | 20 050              | 100                 |                     | 20 043            | 100               |                   |              |
| Elettori                    | Elettori                            | 29 958              | 29 958              | 29 958              | 29 958            | 29 958            |                   |              |

| Riepilogo dei seggi (+/- elezioni 2019) | Riepilogo dei seggi (+/- elezioni 2019) | Riepilogo dei seggi (+/- elezioni 2019) | Riepilogo dei seggi (+/- elezioni 2019) | Riepilogo dei seggi (+/- elezioni 2019) | Riepilogo dei seggi (+/- elezioni 2019) | Riepilogo dei seggi (+/- elezioni 2019) |
| --------------------------------------- | --------------------------------------- | --------------------------------------- | --------------------------------------- | --------------------------------------- | --------------------------------------- | --------------------------------------- |
|                                         |                                         |                                         |                                         |                                         |                                         |                                         |
| PS+SDP                                  | 3                                       | ▼ 4                                     |                                         | C                                       | 5                                       | Nuovo                                   |
| CC                                      | 1                                       | ━                                       |                                         | ACC!Ó                                   | 1                                       | Nuovo                                   |
| DA                                      | 14                                      | ▲ 3                                     |                                         | AE                                      | 3                                       | Nuovo                                   |